# برندن اسمال
برندن اسمال (انگلیسی: Brendon Small؛ زادهٔ ۱۵ فوریهٔ ۱۹۷۵) یک موسیقی‌دان اهل ایالات متحده آمریکا است. وی از سال ۱۹۹۷ میلادی تاکنون مشغول فعالیت بوده‌است.